# Artogne
Artogne är en ort och kommun i provinsen Brescia i regionen Lombardiet i Italien. Kommunen hade 3 609 invånare (2018).